# Бангура, Умару
Ума́ру Бангура́ (англ. Umaru Bangura; 7 октября 1987, Фритаун) — футболист из Сьерра-Леоне, защитник клуба «Ксамакс» и сборной Сьерра-Леоне.

## Карьера

### Клубная
Умару Бангура родился и вырос в Сьерра-Леоне. В 2005 его пригласили в английский «Уотфорд». В 2006 перешёл в норвежский «Хёнефосс». В 2010 перешёл в другой норвежский клуб «Хёугесунн» с которым взял бронзу чемпионата 2013. Летом 2013 им активно интересовался английский «Кристал Пэлас», но клуб не отпустил его.
В декабре 2013 года по истечении контракта подписал контракт с минским «Динамо» За 2,5 сезона за столичную команду сыграл 84 матча во всех турнирах, голов не забил. Сыграл 8 матчей на групповом этапе Лиги Европы (2 — в сезоне 2014/15, 6 — в 2015/16). Дважды попадал в символическую сборную А чемпионата Беларуси (2014, 2015).
4 августа 2016 года перешёл по свободному трансферу в швейцарский «Цюрих», подписав контракт до июня 2019 года.
8 января 2021 года перешёл по свободному трансферу в «Ксамакс», подписав контракт до конца сезона с опцией продления ещё на один сезон.

### В сборной
Регулярно привлекается в национальную сборную Сьерра-Леоне с 2006 года.
Был включён в состав сборной на Кубок африканских наций 2021.

## Достижения
«Хёугесунн»
- Бронзовый призёр Чемпионата Норвегии: 2013

«Динамо» (Минск)
- Серебряный призёр чемпионата Беларуси (2): 2014, 2015

«Цюрих»
- Победитель Челлендж-лиги: 2016/17
- Обладатель Кубка Швейцарии: 2017/18